# Castillo de Rivoli
El Castillo de Rivoli (en italiano, Castello di Rivoli) es una de las Residencias de la casa real de Saboya declaradas Patrimonio de la Humanidad por la Unesco en el año 1997. Tiene el código 823-014 y se encuentra en Piazza Mafalda di Savoia de Rivoli (provincia de Turín, en el Piamonte, Italia). Actualmente es sede del Museo de Arte Contemporáneo de Turín.

## Historia
El castillo se construyó probablemente en los siglos IX-X, pero su existencia se menciona por vez primera sólo en 1159, en un diploma del emperador Federico Barbarroja que cedía los territorios de Rivoli a los obispos del Turín.

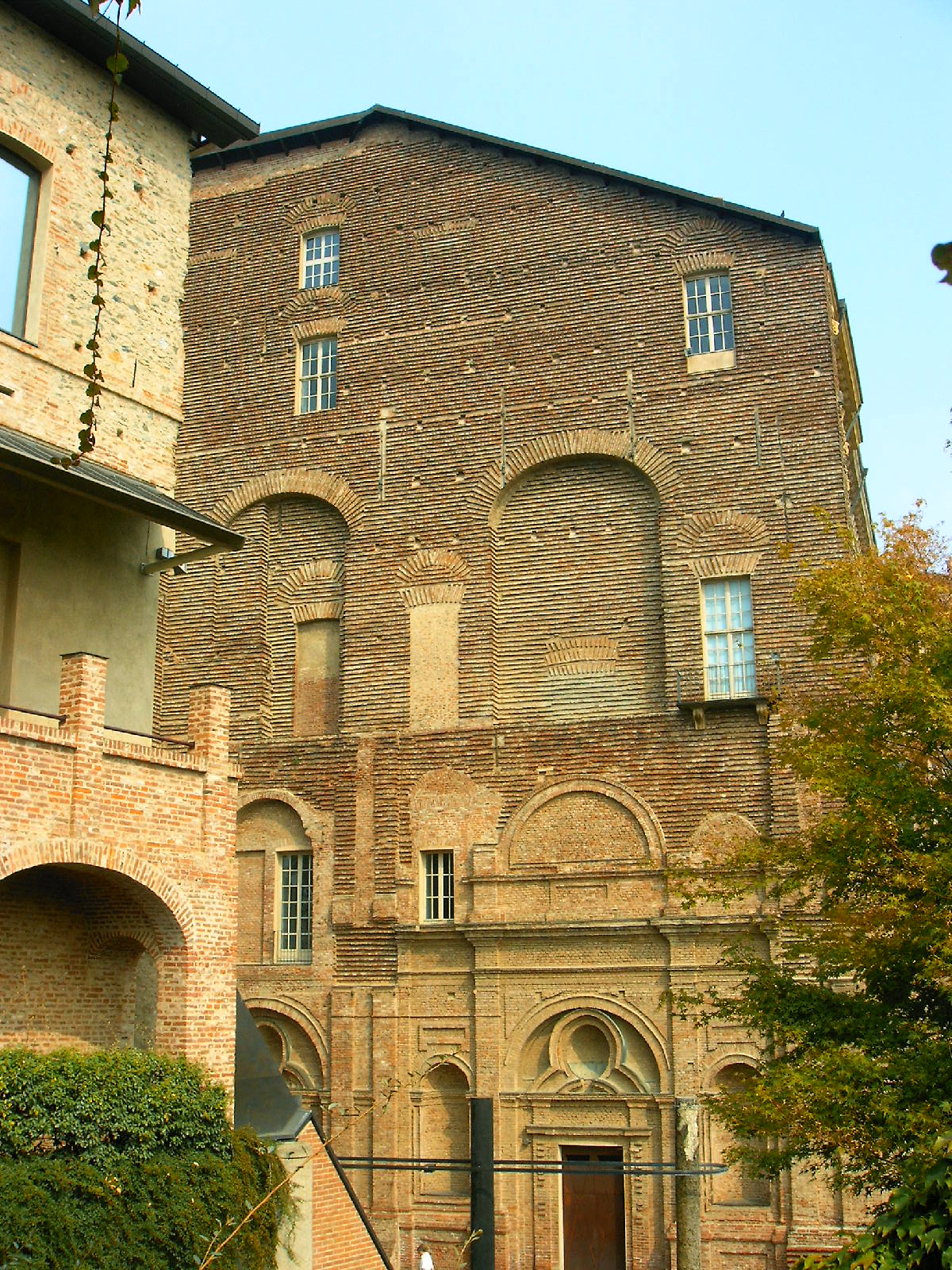
La fachada inacabada de Felipe Juvara.

La Casa de Saboya adquirió Rivoli en el siglo XI, y pronto comenzó una disputa con los obispos que ya en 1184 provocó daños en el castillo. Después de la posesión del obispo turinés, el castillo de Rivoli pasa, en 1280, a ser propiedad de la casa de Saboya que lo utiliza en función de su importancia estratégica. En 1330 Amadeo VI de Saboya trasladó al castillo el Consiglio dei Principi, consejo administrativo del campo. El castillo fue también el primer lugar donde se veneró públicamente la Sábana Santa de Turín en su camino hacia Turín con Amadeo IX.
Después de un periodo de declive, el Tratado de Cateau-Cambrésis (1559) estableció que el duque Manuel Filiberto no podía residir en Turín hasta que no tuviera un hijo varón. Por lo tanto estableció su residencia en el Castillo de Rivoli, haciendo que lo restaurase el arquitecto Ascanio Vittozzi. En 1562 nació su heredero, Carlos Manuel, y regresó a Turín. Siguieron las obras con el diseño de Vittozzi hasta 1644 con Carlo y Amedeo di Castellamonte, con la construcción del llamado Manica Lunga, que pretendía alojar la galería saboyana, la única parte del edificio del siglo XVII que hoy puede verse. El castillo fue atacado y sometido a pillaje en parte por las tropas francesas a finales del siglo XVII. El castillo es nuevamente modificado a partir de 1706, confiándose los trabajos al arquitecto Michelangelo Garove.
Víctor Amadeo encargó una nueva fachada a Felipe Juvara, pero de nuevo quedó inacabada. Víctor Amadeo vivió aquí como un prisionero después de su abdicación y su fallido intento de recuperar el poder de su hijo Carlos Manuel III. Después de su muerte, el castillo quedó en su mayor parte abandonado, y en 1863 el municipio de Rivoli hizo de él unas barracas, mientras que veinte años más tarde una sección se usó como biblioteca.
El edificio resultó muy dañado durante la Segunda Guerra Mundial, y quedó en un estado prácticamente de abandono hasta 1979, cuando se empezaron obras de restauración bajo la dirección del arquitecto Andrea Bruno.

## El museo de arte contemporáneo

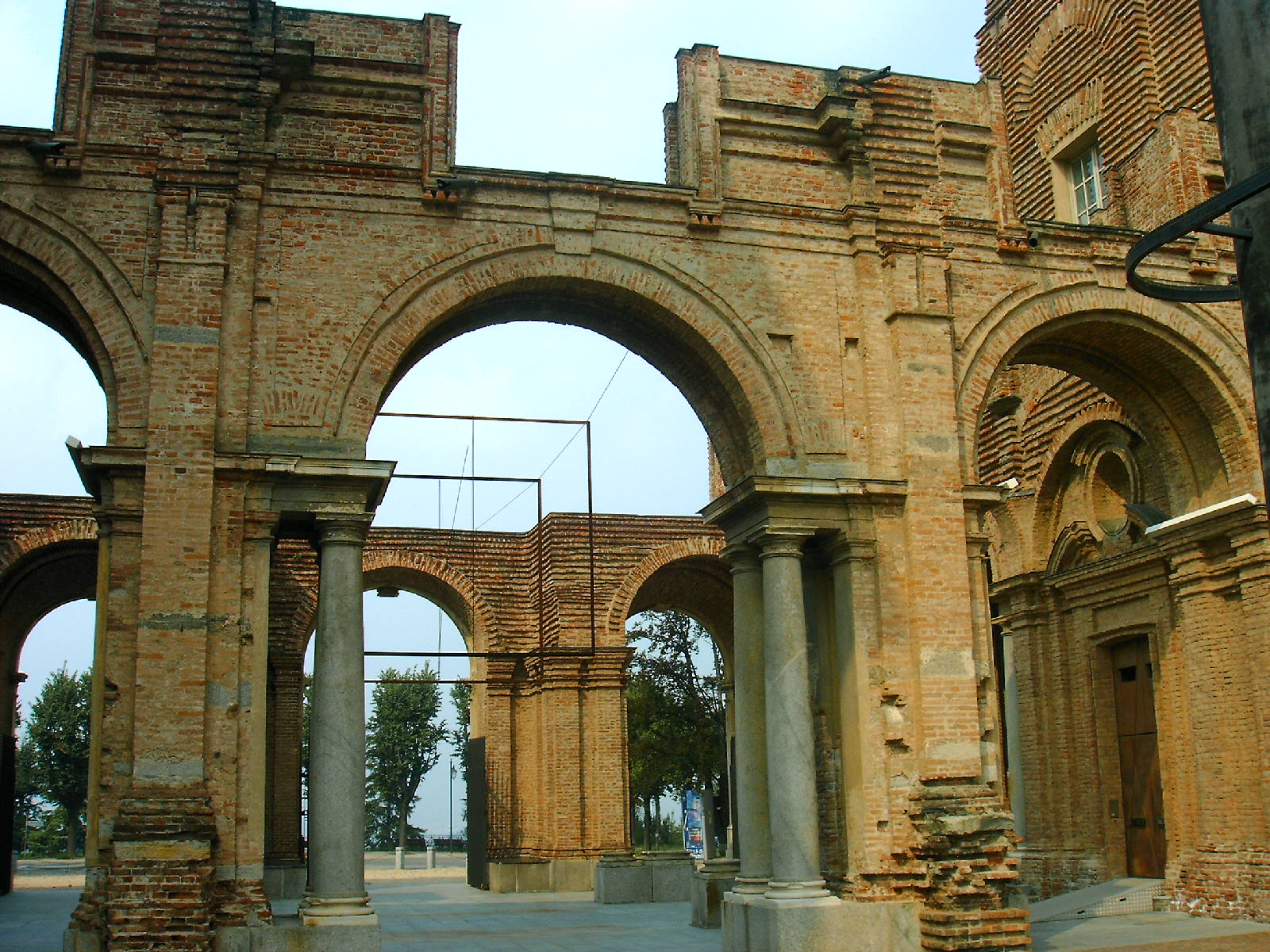
Restos de los enlaces entre la sección de Juvara y el Manica Lunga.

En 1984 el castillo se reabrió como sede del Museo di Arte Contemporanea. Su primera exposición se tituló Obertura. La colección se enriqueció a lo largo de los años, haciendo de él uno de los museos más conocidos de Italia, con la continuación de los trabajos de rehabilitación de la estructura y del interior del castillo.
En 1998 se inauguró Manica Lungara (Ala larga), la parte más antigua del palacio, en tiempos utilizada como pinacoteca; tiene 140 metros de largo y alberga: 
- exposiciones temporales: en 2008, The Painting of Modern Life bajo la dirección de Ralph Rugoff (6 de febrero a 4 de mayo de 2008)
- servicios del museo,
- estructuras didácticas,
- el museo de la publicidad,
- la primera colección permanente en Italia que documenta el arte contemporáneo desde comienzos de los años cincuenta con obras, entre otros,[2] de Giacomo Balla, Dennis Oppenheim, Joseph Kosuth, Rebecca Horn, Maurizio Cattelan y Gilberto Zorio y las de representantes del Arte Povera con Mario Merz, Gilberto Zorio, Giuseppe Penone, Michelangelo Pistoletto, Paolini, Mainolfi o Jannis Kounellis.

Las obras están expuestas en las salas del castillo que conservan su decoración inicial, restauradas (o en curso de restauración), creando un contraste fuerte entre la modernidad y las trazas del antiguo fasto real.

## Dirección
CASTELLO DI RIVOLI
MUSEUM OF CONTEMPORARY ART
Piazza Mafalda di Savoia
10098 Rivoli (Turin)
ph. 0039.011.9565.222